# Amerikaanse hermelijn
De Amerikaanse hermelijn (Mustela richardsonii) is een zoogdier uit de familie van de marterachtigen (Mustelidae). De wetenschappelijke naam van de soort werd voor het eerst geldig gepubliceerd door Charles Lucien Bonaparte in 1838. De soort werd in 2021 afgesplitst van de hermelijn (Mustela erminea).

## Voorkomen
De soort komt voor in het grootste deel van Noord-Amerika, behalve Alaska, Yukon en Groenland, waar de gewone hermelijn (Mustela erminea) voorkomt. 